# Культура Швейцарії

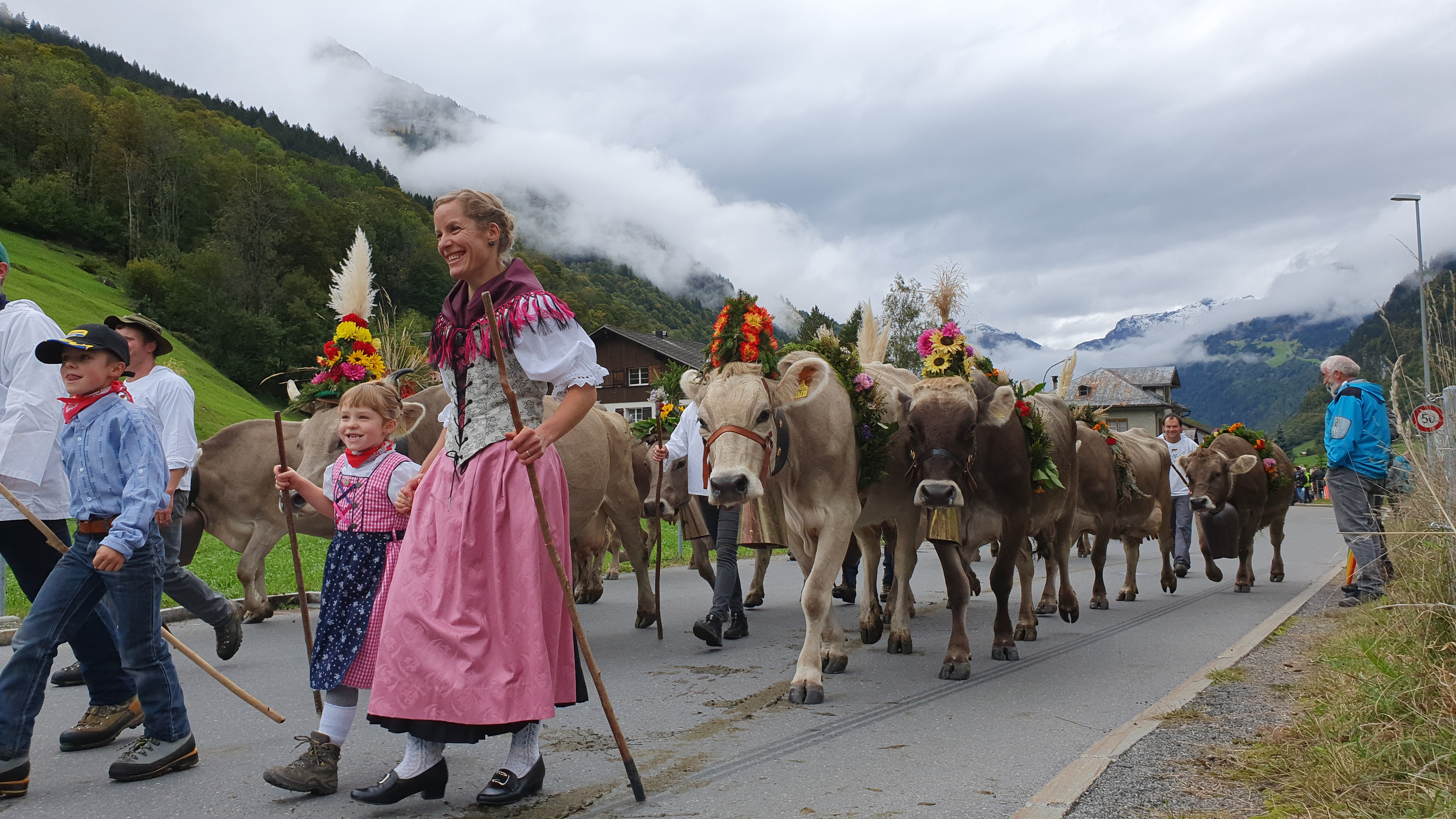
Сім'ї фермерів у традиційному одязі ведуть худобу з Швейцарських Альп

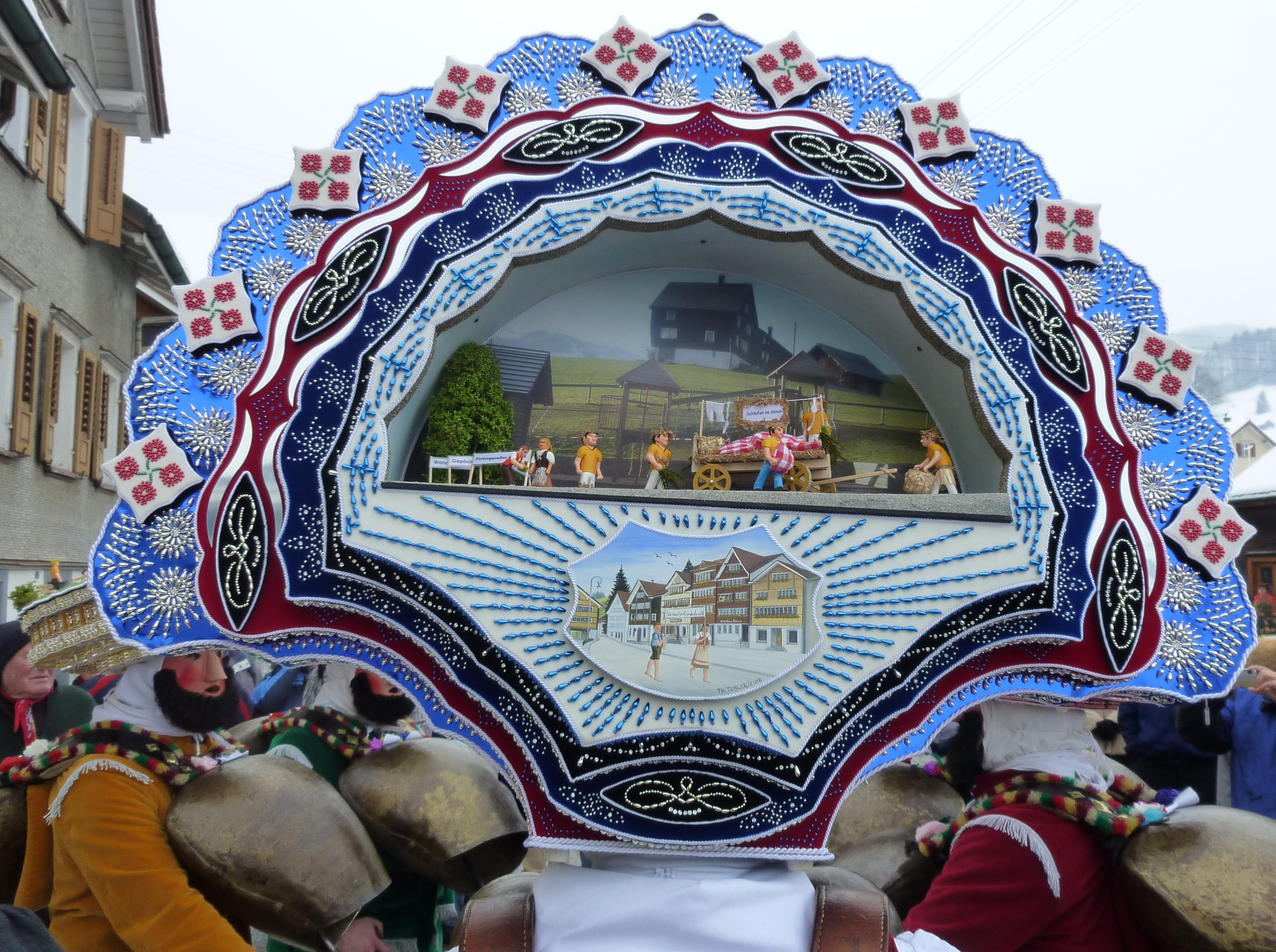
Сільвестрклаус в Урнеші

Швейцарія лежить на перехресті кількох великих європейських культур. Три з основних мов континенту — німецька, французька та італійська — є національними мовами Швейцарії, разом з романшською, якою розмовляє невелика меншість. Тому швейцарська культура характеризується різноманітністю, що відображається в широкому спектрі традиційних звичаїв. 26 кантонів також сприяють великій культурній різноманітності.
Незважаючи на регіональні відмінності, Альпи відіграли важливу роль у формуванні історії та культури Швейцарії. Регіон перевалу Готтард став ядром Швейцарської конфедерації на початку 14 століття. В наші дні всі гірські райони Швейцарії мають сильну культуру лижного спорту та альпінізму і асоціюються з народними мистецтвами, такими як альпійський ріг та йодль. Інші швейцарські культурні символи включають швейцарський шоколад, швейцарський сир, годинники, коров'ячі дзвони, банківську справу та швейцарські армійські ножі.

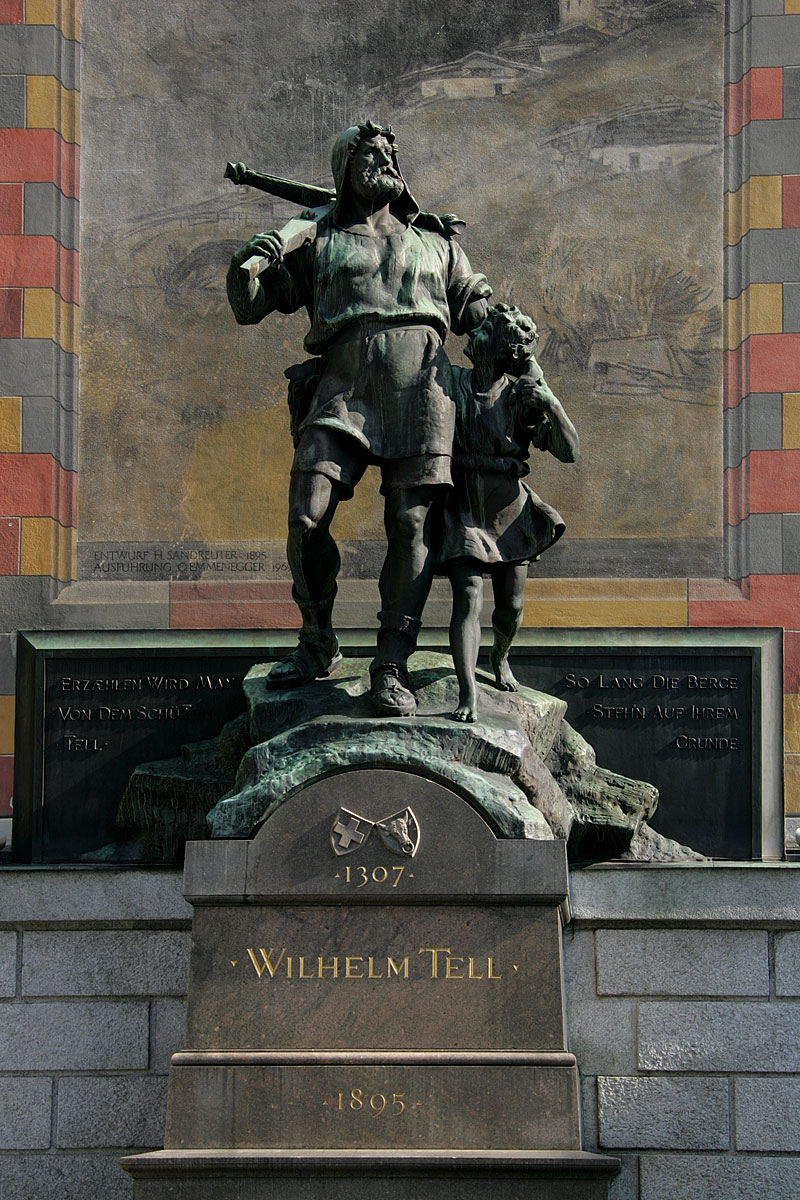
Хоча існують обґрунтовані сумніви щодо того, чи жив Вільгельм Телль насправді, сама легенда мала великий вплив на історію та культуру Швейцарії (статуя в Альтдорфі).

## Народні мистецтва

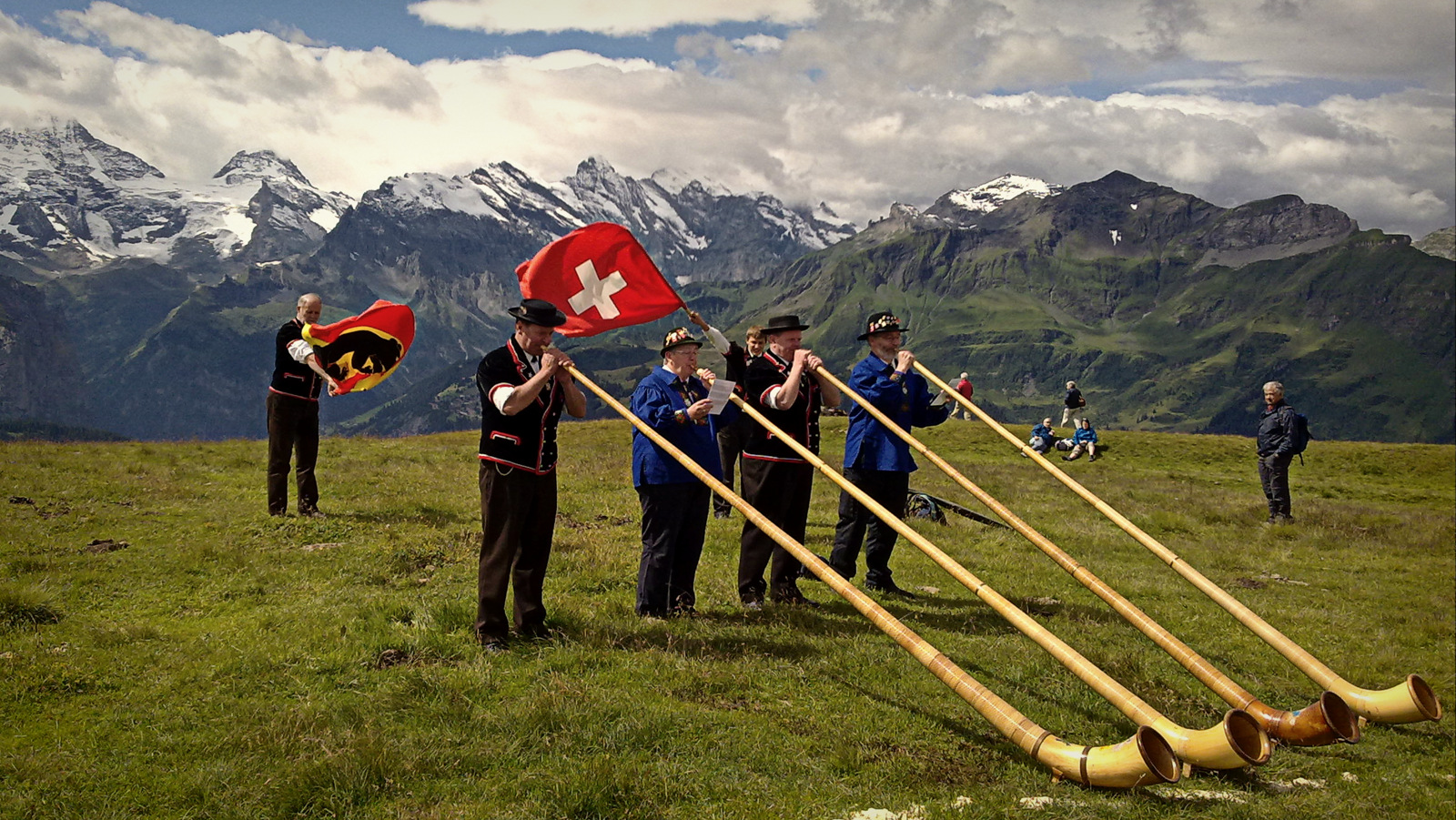
Деякі традиційні символи Швейцарії: швейцарський прапор, альпійський ріг та засніжені Альпи

Народне мистецтво підтримується організаціями по всій країні. У Швейцарії воно переважно виражається в музиці, танцях, поезії, різьбі по дереву та вишивці. Існує також багато регіональних та місцевих обрядів, що позначають пори року. Йодль, хоч і є стереотипним для Швейцарії, не є широко поширеним і обмежується лише деякими гірськими районами. Те саме стосується акордеона, який іноді називають Schwiizerörgeli, що натякає на те, що це швейцарський музичний інструмент, а не німецький Handorgel.
Альпійський ріг — це дерев'яний музичний інструмент, схожий на трубу. Використання альпійського рогу спостерігається переважно в гірських регіонах, може бути дуже популярним у деяких районах і, як і йодль або акордеон, став емблемою традиційної швейцарської музики.
Мелодії народної музики відрізняються в залежності від регіону. Загалом, у пасторальних районах вони плавні та широкі. У внутрішніх та південних Альпах мелодії більш пісенні та мають обмежений діапазон. Поширеними та популярними темами є любов та батьківщина, але також поширені патріотичні, пасторальні та мисливські теми.

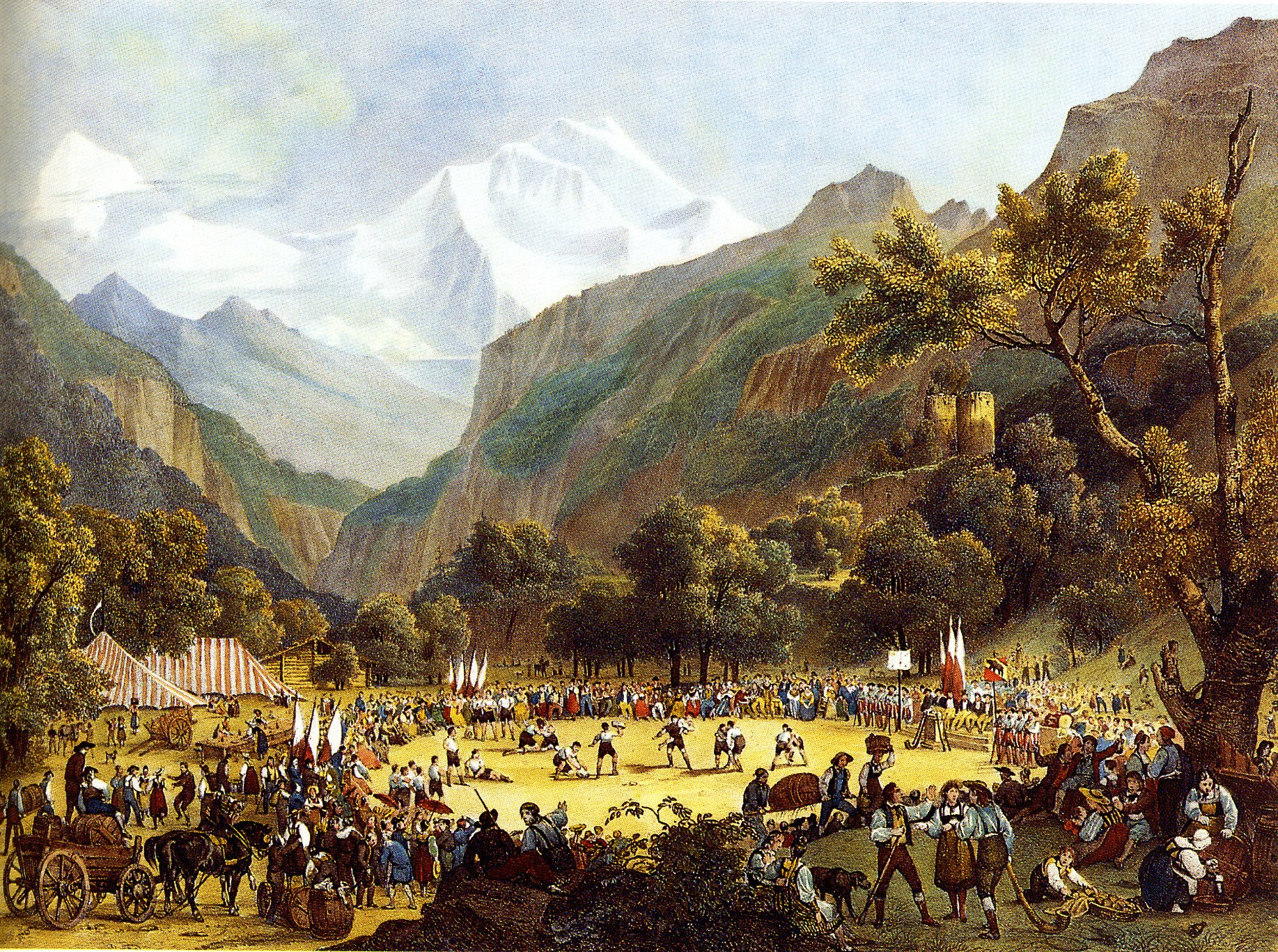
Уншпунненфест у 1808 році

Альпійська народна культура характеризується дуже виразними танцями. Невеликі музичні ансамблі можна знайти в більш гірських районах, особливо у франкомовній частині Швейцарії.
Найпоширенішою формою різьби по дереву є контурна різьба. Така різьба зазвичай використовується для прикрашання предметів побуту, таких як доїльні стільці, шийні стрічки для дзвонів, дерев'яні ложки або палиці. Також поширена фігурна різьба, особливо різдвяних фігурок. У деяких районах фасади будинків рясно прикрашені різьбою по дереву. Це поширено в регіоні Бернське високогір'я, де переважає протестантизм. У римо-католицьких регіонах це зустрічається набагато рідше.
Вишивка поширена на традиційному одязі, особливо жіночому. Вона часто обмежується видатними місцями, такими як манжети, капелюхи та шарфи. Вишивка також використовується для прикрашання тканини. У минулому вишивка була домашнім промислом на північному сході та сході Швейцарії. В наш час вишивка обмежена туризмом, оскільки традиційний одяг більше не використовується.
У певні осінні ночі в німецькомовній Швейцарії поширені дитячі процесії з ліхтарями. Ліхтарі (звані Rääbeliechtli «ліхтар з ріпи») вирізаються вручну з коренеплодів, зазвичай ріпи, видаляючи серцевину і вставляючи всередину свічку. На Räbeliechtli вирізають такі малюнки, як традиційне сонце, місяць та зірки. Ліхтар підвішується на трьох ланцюжках. Діти ходять вулицями свого міста з ліхтарями та співають традиційні пісні. Звичай походить від традицій подяки наприкінці врожаю в листопаді. Ця традиція дуже схожа на традицію вирізання ліхтарів з ріпи на Хелловін в Ірландії, Шотландії, на острові Мен (де Хелловін називають Hop-tu-Naa і мають традиційні пісні), а також у деяких частинах Англії та Уельсу. Там святкування відбувається 31 жовтня напередодні кельтського Нового року.

## Архітектура

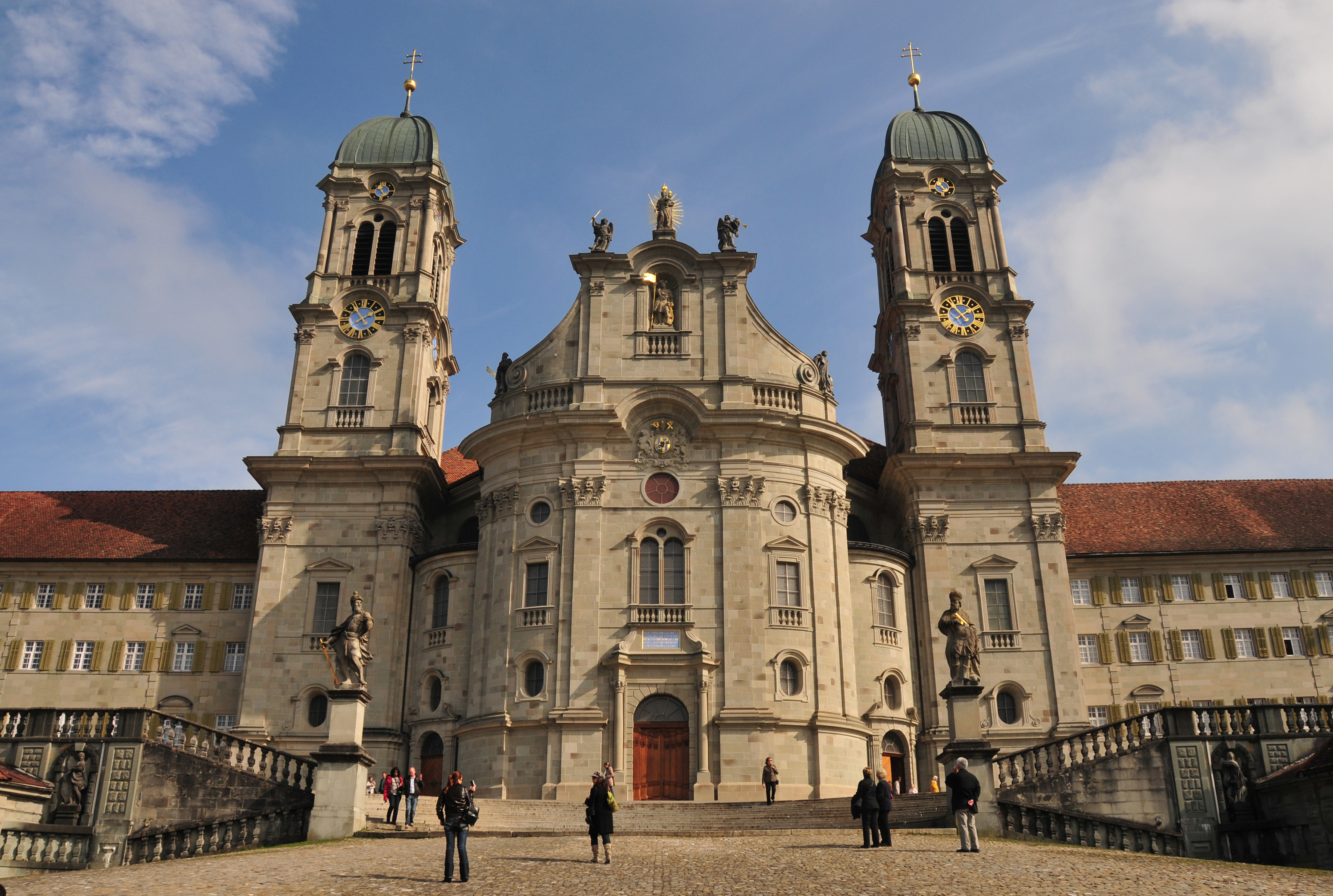
Айнзідельнське абатство

У Швейцарії існує сильна архітектурна традиція. Романський стиль XII століття можна знайти в соборах Базеля, Сьйона, Кура, Женеви, Цюриха та Шаффгаузена. Цей стиль, багатий на виразність, також можна знайти в багатьох замках та фортецях по всій країні, багато з яких збереглися в хорошому стані. Собори Лозанни та Берна збудовані в готичному стилі, а церкви Айнзідельна та Санкт-Галлена — у стилі бароко.
Під час Ренесансу велика кількість архітектурних майстрів віддала свої таланти Італії. Більшість із них походили з південного кантону Тічино. В'язниці біля Палацу дожів у Венеції та міст Ріальто були збудовані Антоніо да Понте. Міст Зітхань у Венеції був збудований Антоніо Контіно, а Доменіко Фонтана (1543–1607) спроектував весь Латеранський палац у Неаполі, а також фасад церкви Святого Івана в Латерано та Королівський палац у тому ж місті. Племінник Фонтани Карло Мадерно був архітектором папи Павло V. Сан-Карло-алле-Куаттро-Фонтане, галерея Палаццо Спада та монастир Філіппіні були збудовані Франческо Борроміні, а Карло Фонтана відповідав за фасад Сан-Марчелло-аль-Корсо та палац Монтечиторіо; Бальдассаре Лонгена з Мароджі збудував церкву Санта-Марія-делла-Салуте, палаци Реццоніко та Відманн; все це у Венеції.

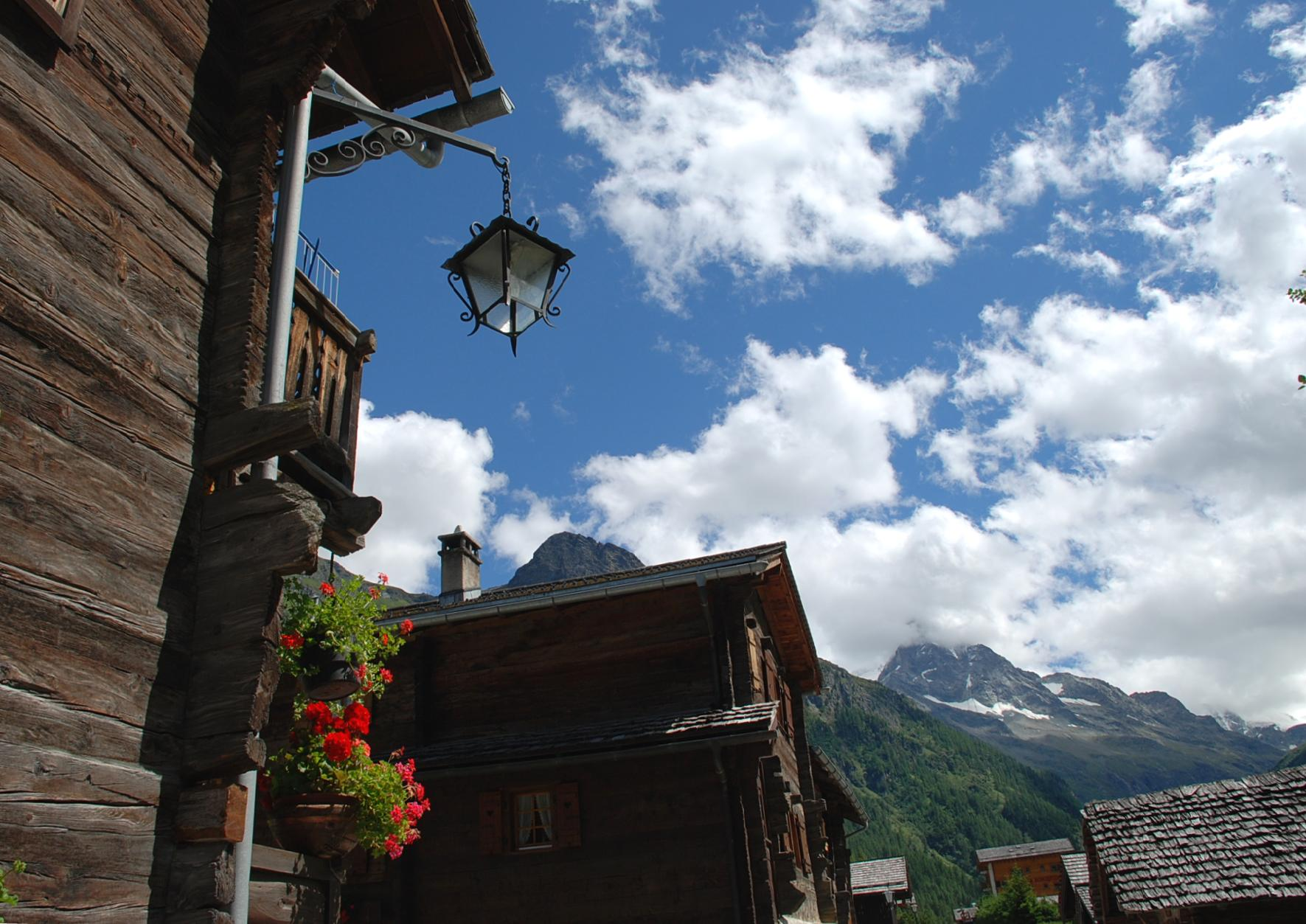
Старі дерев'яні будинки в Ціналь

Родини Гіларді та Ольделлі з Тічино заснували архітектурні практики в Росії. Джованні Гіларді збудував Виховний дім у Москві, а його син Доменіко Гіларді відповідав за відбудову громадських будівель Москви, включаючи університет, після Великої пожежі 1812 року. Доменіко Трезіні збудував багато місць у Санкт-Петербурзі за наказом Петра I; П'єтро Трезіні (не родич Доменіко) продовжив цю традицію в 1740-х роках.
На початку XX століття виник новий рух, названий Стиль Сапен, створений архітектором та художником Шарлем л'Еплаттеньє у місті Ла-Шо-де-Фон. Це був варіант ар-нуво, і він став відомим як Стиль Сапен, або стиль ялиці, оскільки л'Еплаттеньє наполягав, що найкращою моделлю для мистецтва та архітектури в регіоні є ялиця, а також інші місцеві рослини та дерева гір Юра. Ле Корбюзьє (Шарль-Едуар Жаннере) був учнем л'Еплаттеньє і у віці вісімнадцяти років збудував свій перший будинок, шале з декоративним дизайном ялиці, в Ла-Шо-де-Фон. Він став однією з головних постатей у західній модерній архітектурі XX століття.
Високоякісну самобутню архітектуру можна знайти по всій Швейцарії. Її часто вважають особливо інноваційною сучасною архітектурою. Маріо Ботта — відомий архітектор, який вплинув на сучасну архітектуру. Архітектори Жак Герцог та П'єр де Меврон з Базеля отримали Прітцкерівську премію у 2001 році, у 2009 році премію отримав швейцарський архітектор Петер Цумтор, а у 2021 році Анн Лакатон, професорка ETH Цюрих, отримала премію разом зі своїм партнером Жаном-Філіппом Вассалем.

## Образотворче мистецтво
У XVI столітті протестантизм мав сильний вплив на образотворче мистецтво в Швейцарії. Самуель Ієронім Грімм був відомим акварелістом та художником тушшю XVIII століття, хоча більшість своїх значних робіт він створив, перебуваючи в Англії. Вплив італійського чи французького Ренесансу був майже відсутній. Лише в новітні часи швейцарські художники почали здобувати міжнародне визнання. Альберто Джакометті вважається, що значну частину свого натхнення черпав від етрусків, але став всесвітньо відомим. Жан Тінгелі захоплював людей з усього світу складними рухомими скульптурами, створеними повністю з брухту. Пауль Клее іноді вважається найоригінальнішим та найвражаючим художником Швейцарії.
Рух Дада виник у Кабаре Вольтер у Цюриху у 1916 році.
Незважаючи на відносно невелику кількість всесвітньо відомих художників, таких як Альберто Джакометті та Ганс Рудольф Ґіґер, у відомих музеях Швейцарії зберігаються значні колекції мистецтва. Їх можна знайти не лише в містах Цюрих, Базель та Женева, але й у менших містах, таких як Шаффгаузен, Мартіньї та Вінтертур. Музеї в менших містах пишаються своїм внеском у мистецтво, який перевищує те, що зазвичай можна знайти в провінційних районах.
Графічне мистецтво процвітає в Швейцарії, як і творча фотографія. Приклади цього можна знайти на календарях, у журналах та на вуличних білбордах.

## Музика
Швейцарія зазвичай не вважається провідною музичною нацією. Однак у XX столітті вона дала світу низку видатних композиторів, таких як Артур Онеґґер, Отмар Шьок та Франк Мартен, які здобули міжнародне визнання. Люцерн та Верб'є влітку проводять престижні міжнародні фестивалі класичної музики: Люцернський фестиваль та фестиваль у Верб'є. В інших місцях проводяться подібні фестивалі, від кантрі та вестерну до поп- та джазової музики. Джазовий фестиваль у Монтре є особливо відомим.
Швейцарський композитор та музикант Андреас Фолленвайдер здобув світове визнання завдяки своїй музиці для арфи та отримав премію «Греммі», а згодом дві номінації на «Греммі», одна з яких була у 2007 році. Його 17 інструментальних альбомів продалися тиражем понад 15 мільйонів копій.

## Медіа
Газети мають сильний регіональний характер, але деякі відомі своїм ґрунтовним висвітленням міжнародних питань, наприклад Neue Zürcher Zeitung з Цюриха та Le Temps з Женеви. Як і скрізь, телебачення відіграє велику роль у сучасному культурному житті Швейцарії. Національний громадський мовник, SRG SSR, пропонує три мережі, по одній для німецько-, франко- та італомовної частин Швейцарії. У німецькомовній частині популярне телебачення з Німеччини, у франкомовній — з Франції, а в італомовній — з Італії. Американські фільми та телесеріали мають вплив у всіх регіонах.
У кіно американські стрічки становлять більшу частину програми, хоча останніми роками кілька швейцарських фільмів мали комерційний успіх. Можливо, через багатомовну культуру майже всі кінотеатри показують фільми мовою оригіналу з субтитрами, а фільми на телебаченні часто транслюються як в оригіналі, так і в дубльованих версіях.

## Банківська справа

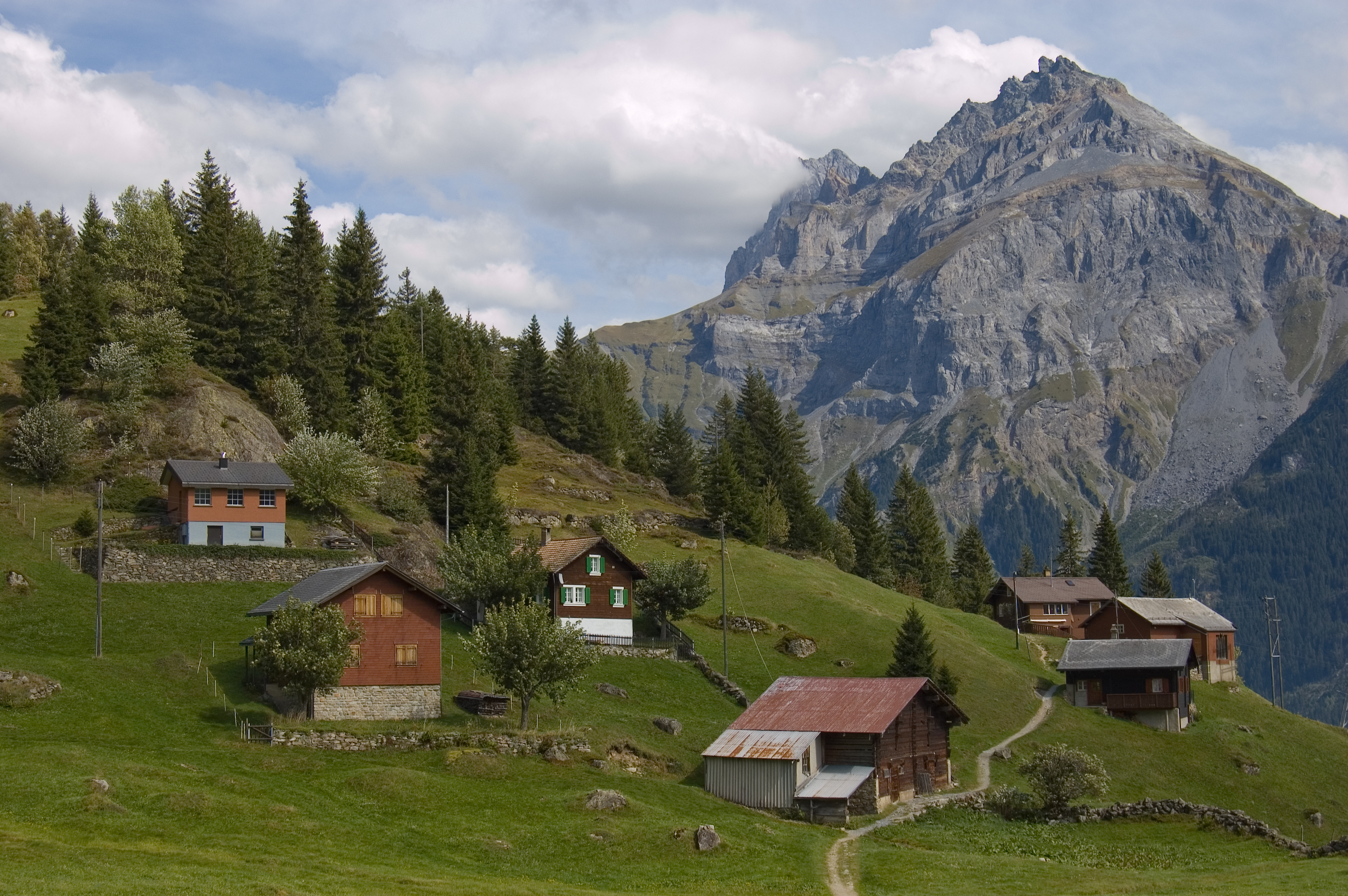
Гірський рельєф Швейцарії сприяє зберіганню золота в підземних бункерах.

Швейцарія асоціюється з банківською справою та пов'язаними з нею послугами. З початку XVIII століття Швейцарія має довгу та тісну історію банківської таємниці та конфіденційності клієнтів. Почавшись як спосіб захисту інтересів заможних європейських банків, швейцарська банківська таємниця була кодифікована Федеральним законом про банки та ощадні каси 1934 року. Вважаючись «дідом банківської таємниці», з середини XX століття вона є одним з найбільших офшорних фінансових центрів та податкових гаваней у світі. Після міжнародного тиску на скасування законів про банківську таємницю, у Швейцарії спостерігається коливання рівня банківського регулювання.
Розголошення інформації про клієнтів з початку 1900-х років вважалося серйозним соціальним та кримінальним злочином. Співробітники швейцарських банків, що працюють у Швейцарії та за кордоном, «довго дотримувалися неписаного кодексу, схожого на той, якого дотримуються лікарі чи священики». Банківська справа в Швейцарії історично відігравала і продовжує відігравати домінуючу роль в економіці та суспільстві Швейцарії. За даними Організації економічного співробітництва та розвитку (ОЕСР), у 2015 році загальні банківські активи становили 467% від загального валового внутрішнього продукту. Банківська справа в Швейцарії зображувалася з різним ступенем точності в масовій культурі, книгах, фільмах та телешоу.

## Наука
У Швейцарії існує давня традиція вчених, починаючи з Парацельса (справжнє ім'я Теофраст Бомбаст фон Гогенгайм) у XVI столітті. Парацельс ввів хімію в медицину у XVI столітті. Родина Бернуллі з Базеля відома своїми значними внесками в математику протягом трьох поколінь. Леонард Ейлер — ще один інноваційний математик. Орас-Бенедикт де Соссюр був натуралістом і піонером у вивченні Альп. Федеральна вища технічна школа Цюриха випустила велику кількість лауреатів Нобелівської премії, а Європейська організація з ядерних досліджень, відома як ЦЕРН, керує найбільшою у світі лабораторією з фізики елементарних частинок. Фердинанд де Соссюр був важливим внеском у галузь лінгвістики. Фізик Альберт Ейнштейн, народжений у Німеччині, переїхав до Швейцарії у 1895 році у віці 16 років і став громадянином Швейцарії у 1901 році.

## Дозвілля

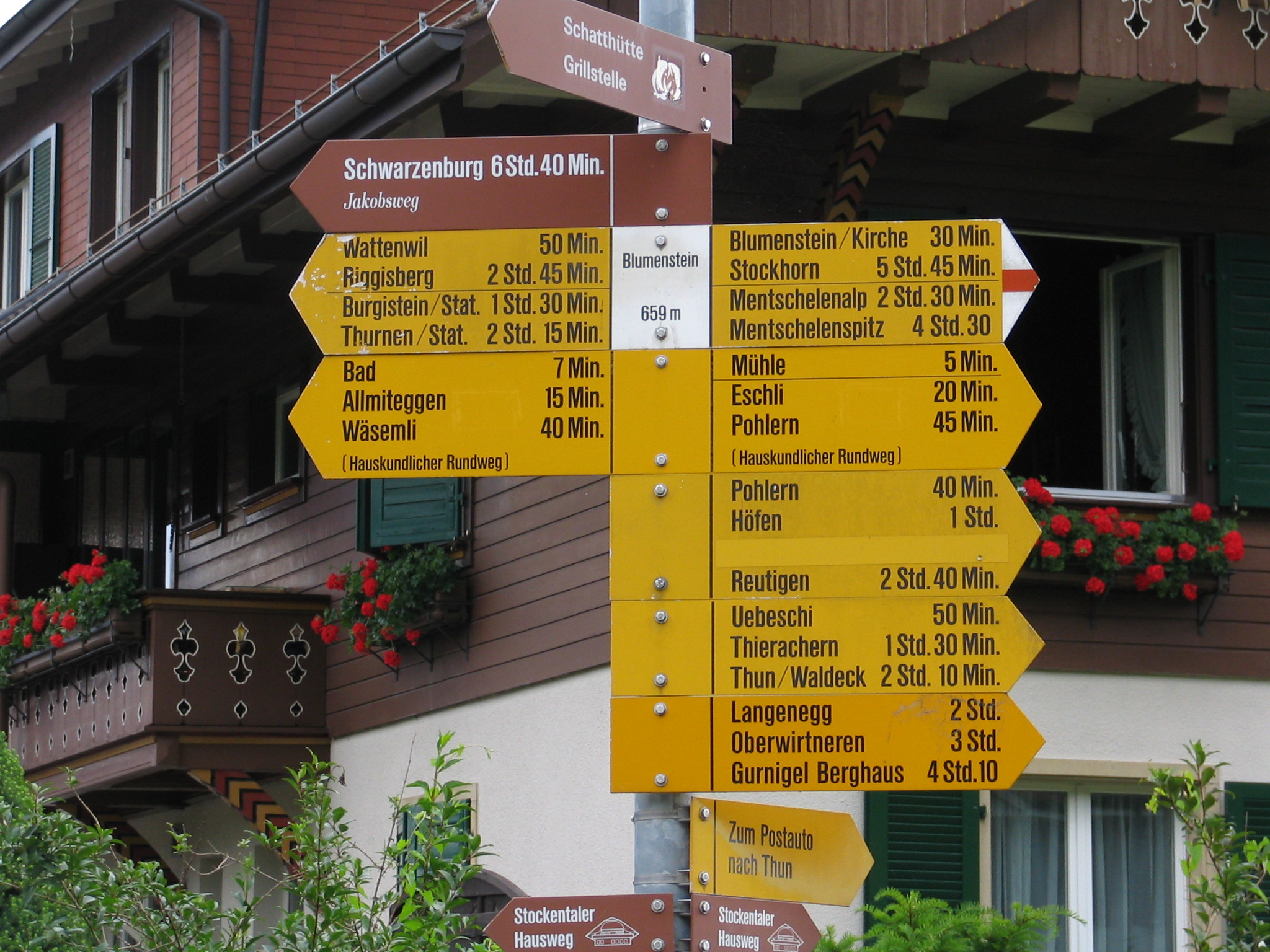
Типові знаки для пішохідних маршрутів

Близькість до гір у всіх регіонах Швейцарії значно вплинула на дозвілля швейцарців. Розвиток гірськолижних та альпіністських курортів у швейцарських горах зробив швейцарців дуже спортивно свідомими. Окрім лижного спорту та альпінізму, у сільських районах досі популярна швейцарська боротьба (швінген). Недільні ранкові стрільби та горнуссен (своєрідний альпійський бейсбол) — це два інших традиційних швейцарських види спорту. Стрілецький спорт, теніс, гольф, хокей, футбол, баскетбол, гандбол, планеризм, парапланеризм, вітрильний спорт, плавання, волейбол, флорбол, гірський велосипед та піші прогулянки в лісах та горах є популярними видами дозвілля. Риболовля поширена в численних озерах та річках, але часто потрібна ліцензія. Багато гірських озер взимку замерзають і використовуються для керлінгу, кінних та собачих перегонів, особливо навколо Санкт-Моріца.
Лозанна є штаб-квартирою багатьох міжнародних спортивних організацій, зокрема Міжнародного олімпійського комітету, Спортивний арбітражний суд та близько 55 міжнародних спортивних асоціацій. ФІФА має штаб-квартиру в Цюриху.

## Об'єкти культурної спадщини світу

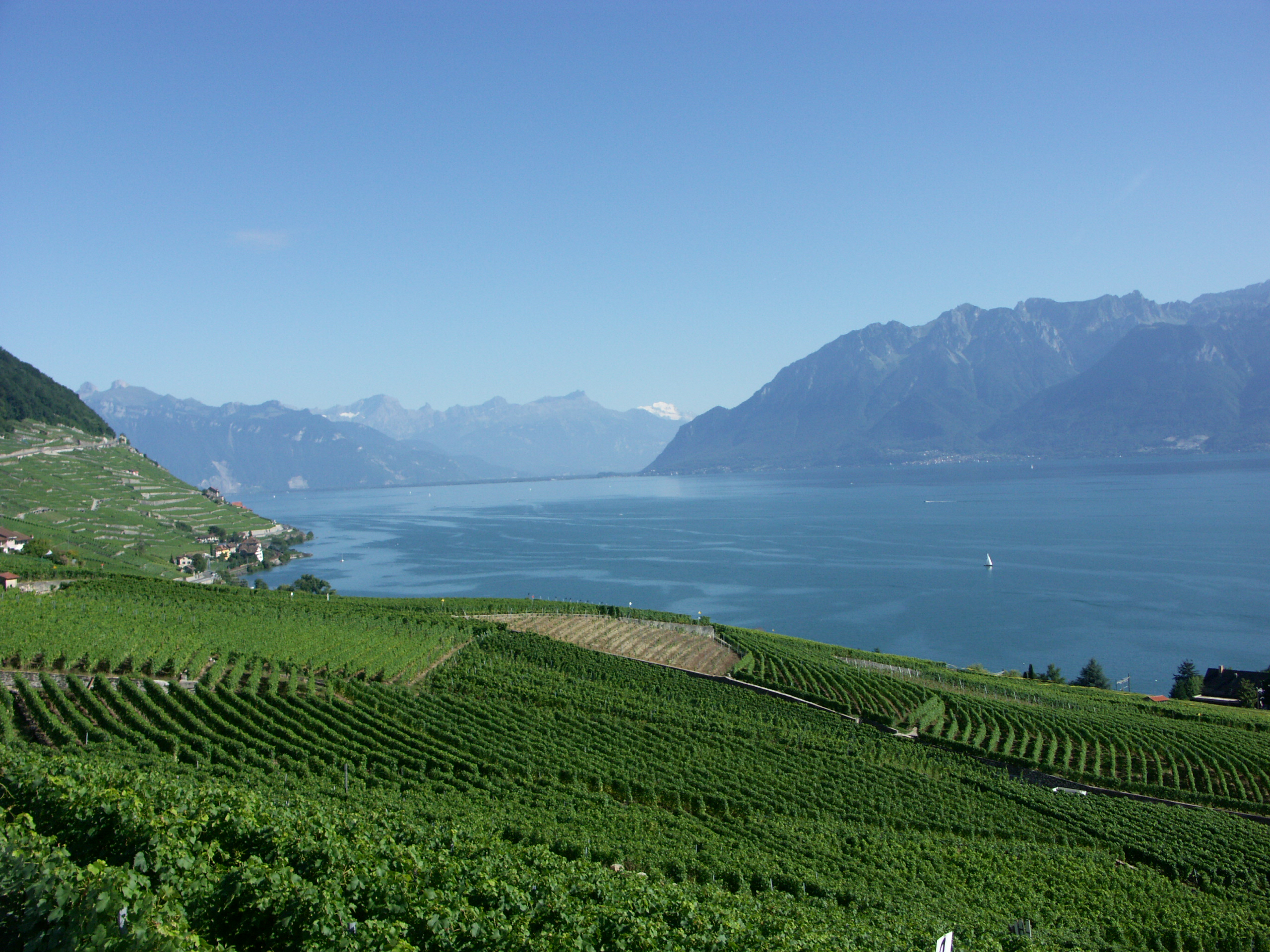
Виноградники Лаво
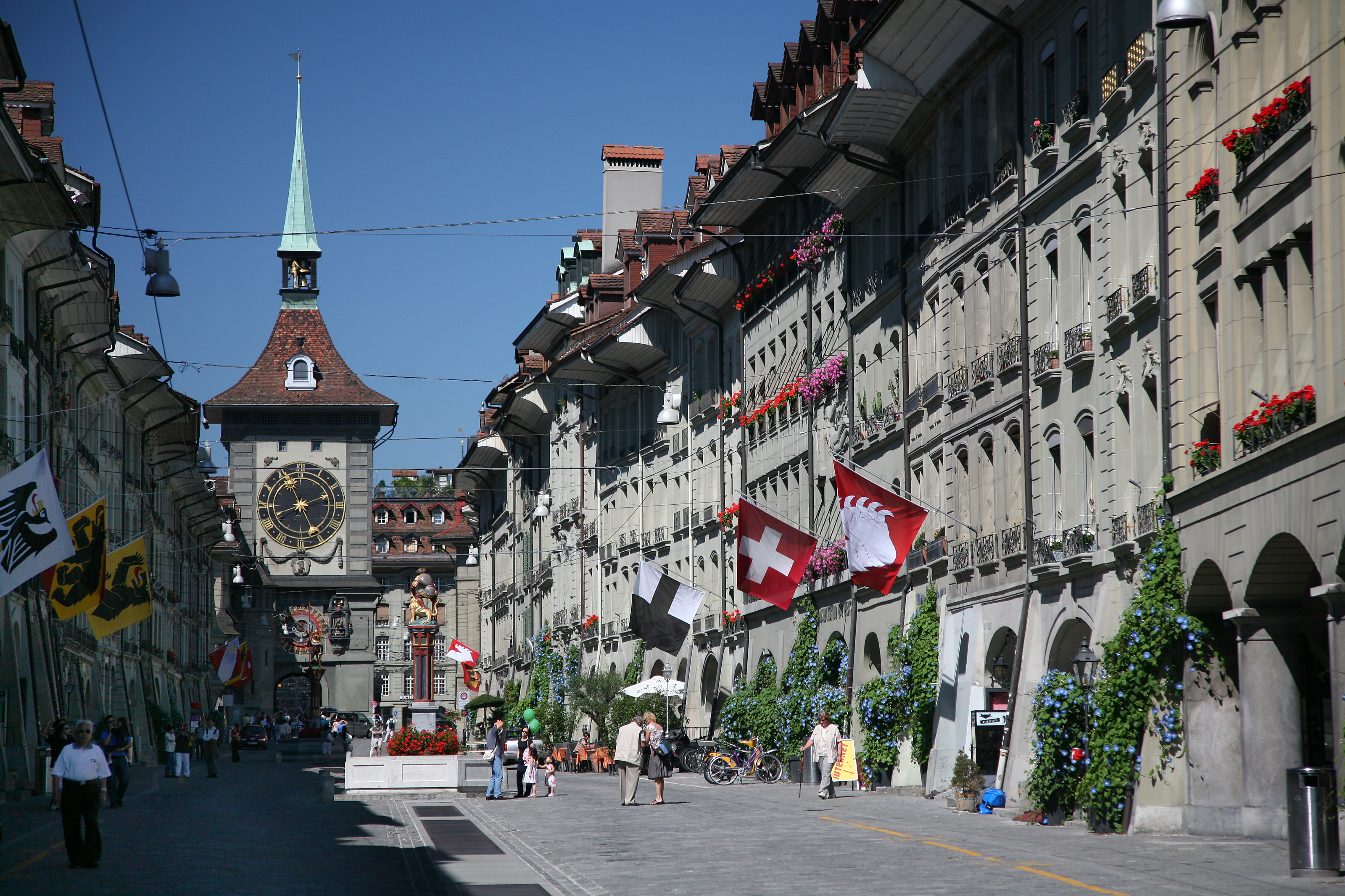
Старе місто Берна
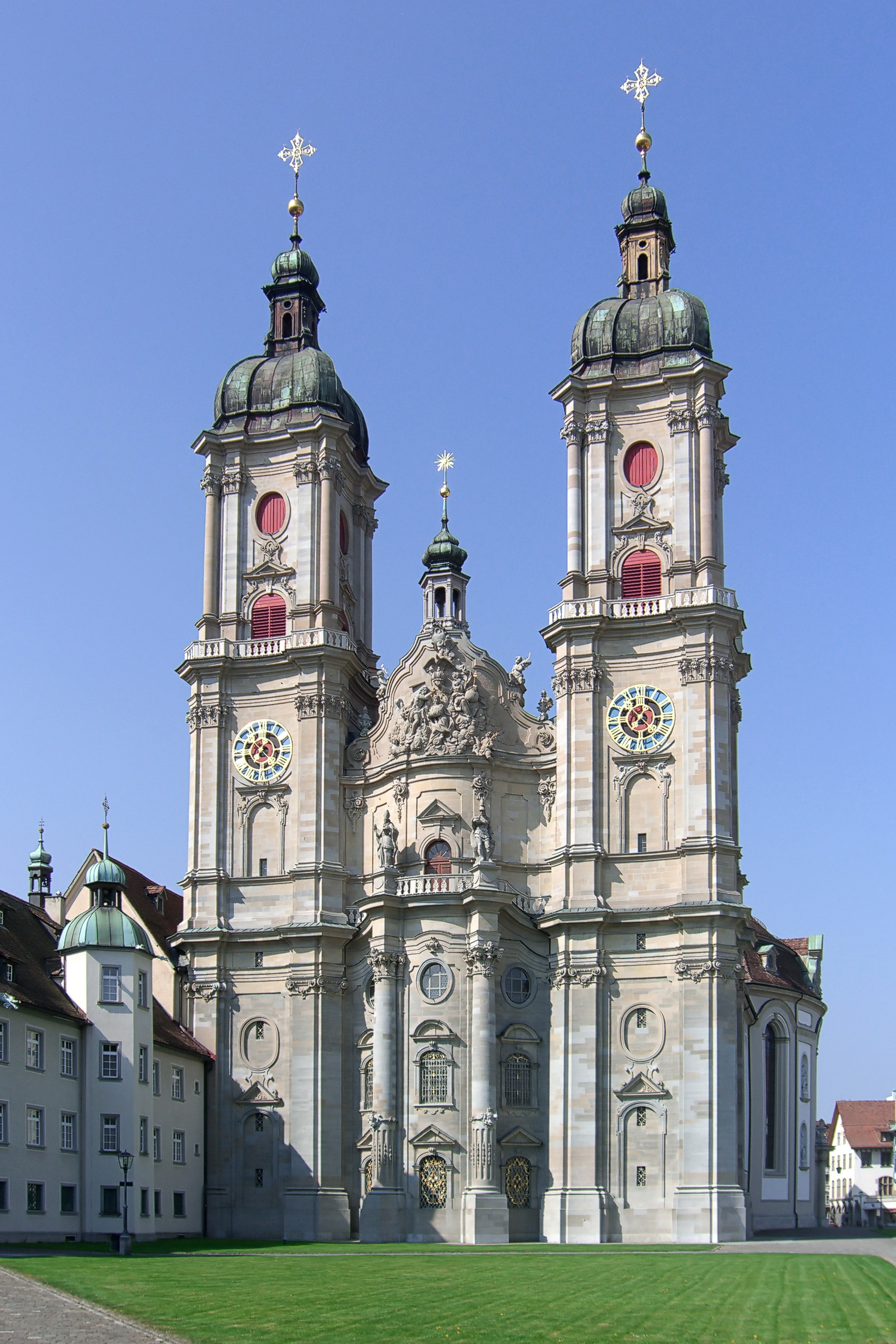
Абатство Святого Галла
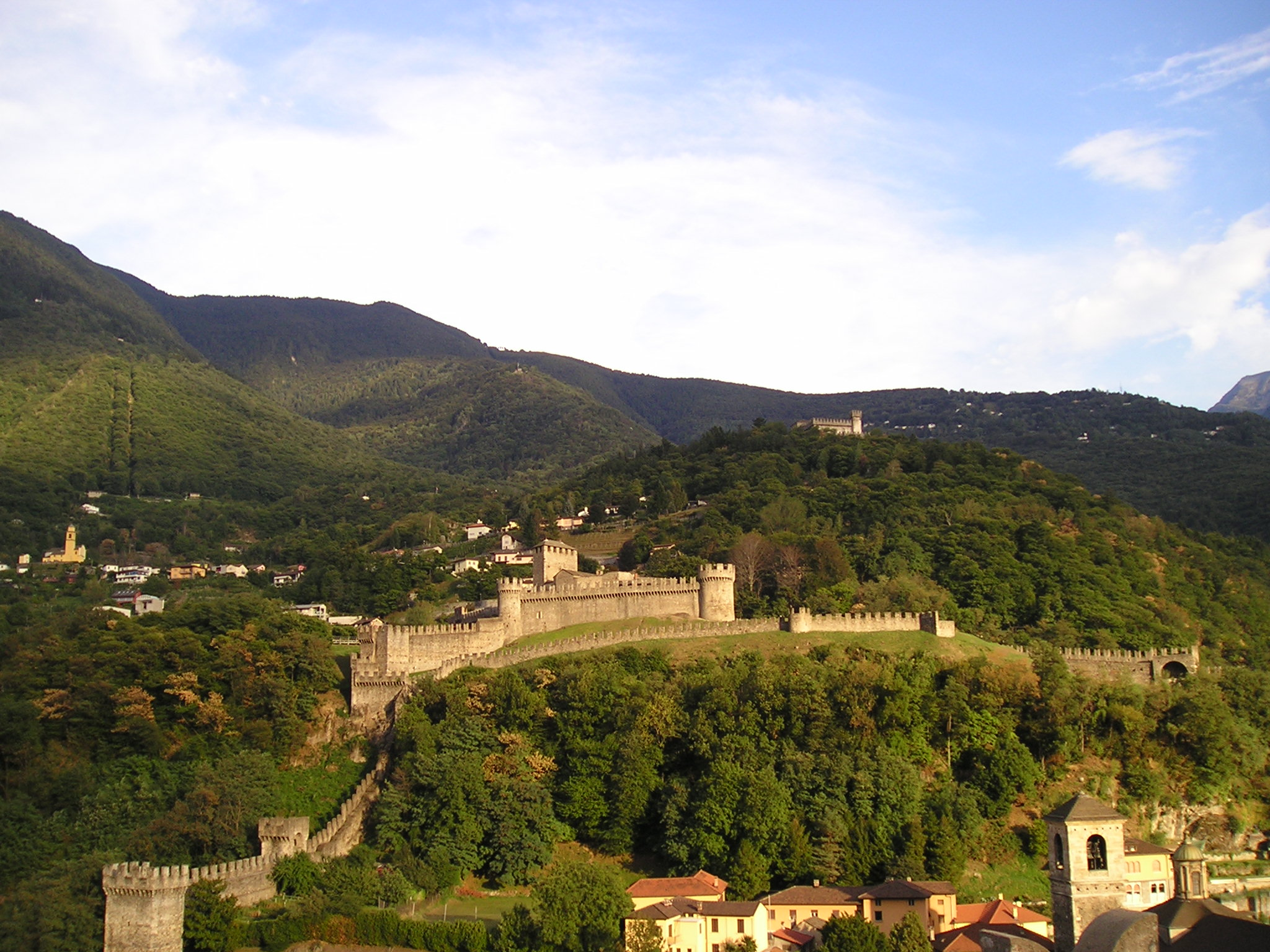
Три замки Беллінцони
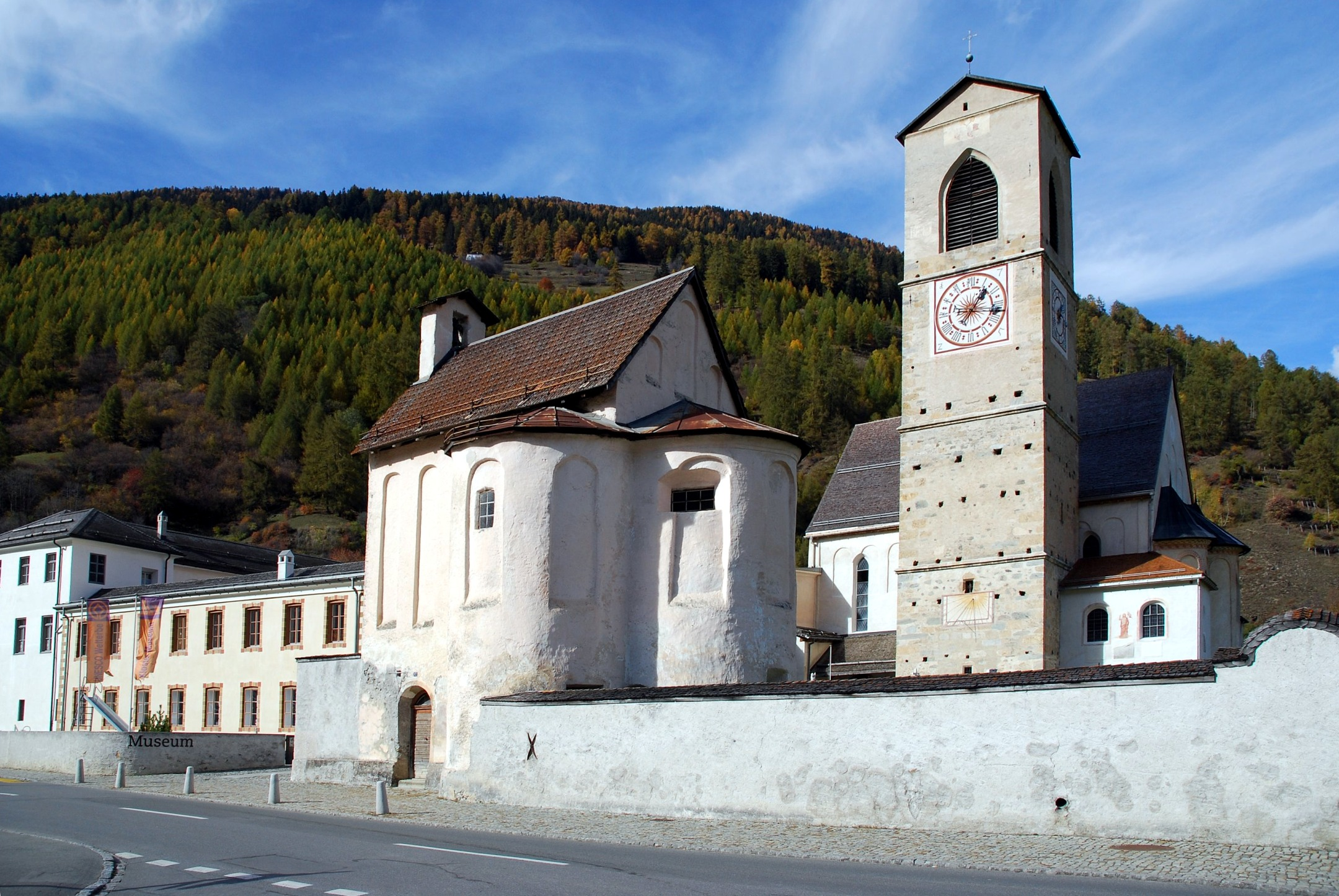
Бенедиктинський монастир Святого Іоанна
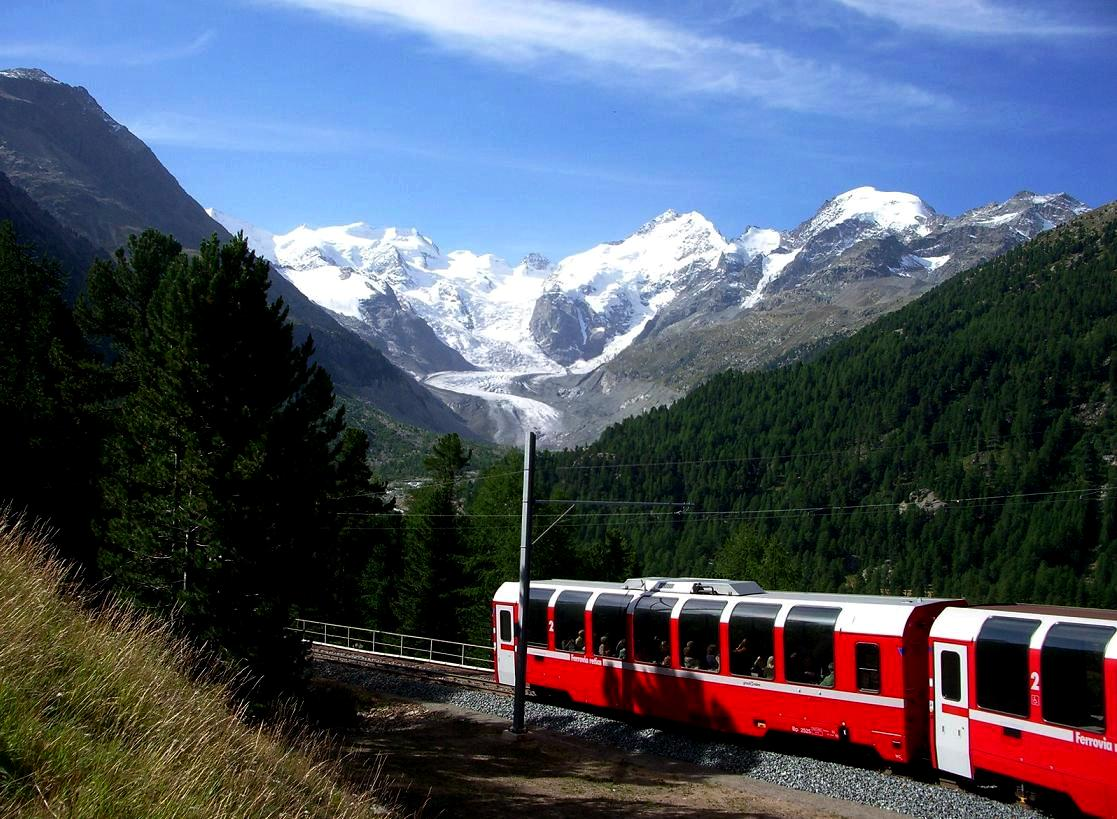
Ретійська залізниця
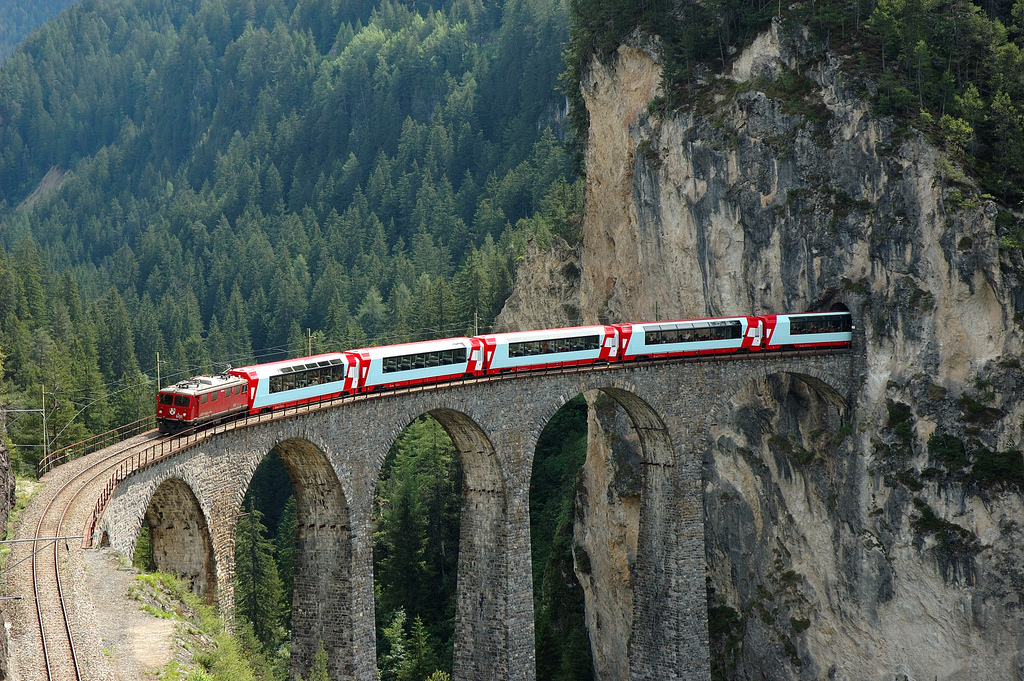
Віадук Ландвассер
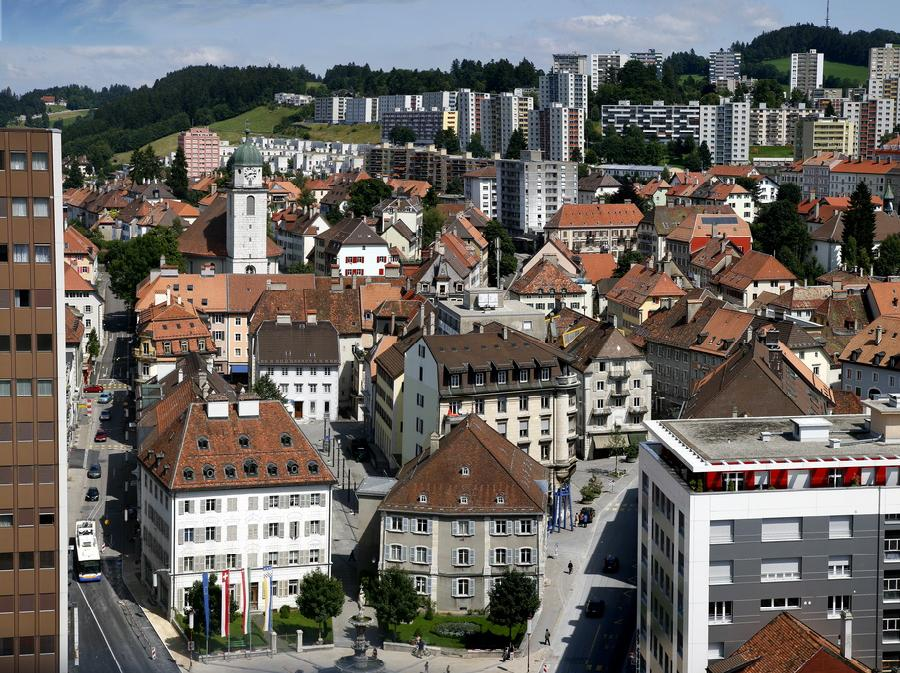
Ла-Шо-де-Фон та Ле-Локль
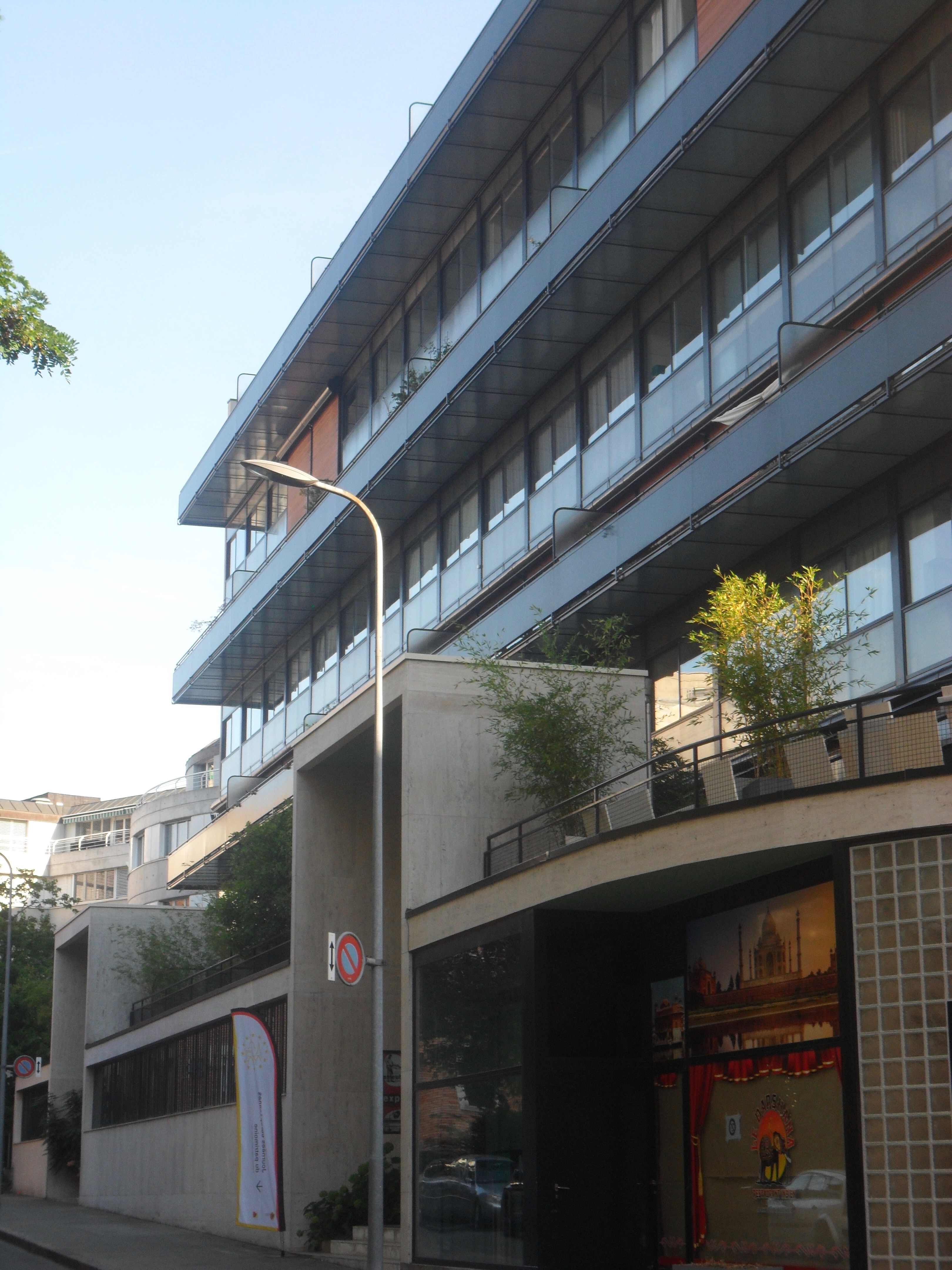
Будинок Клярте Ле Корбюзьє в Женеві
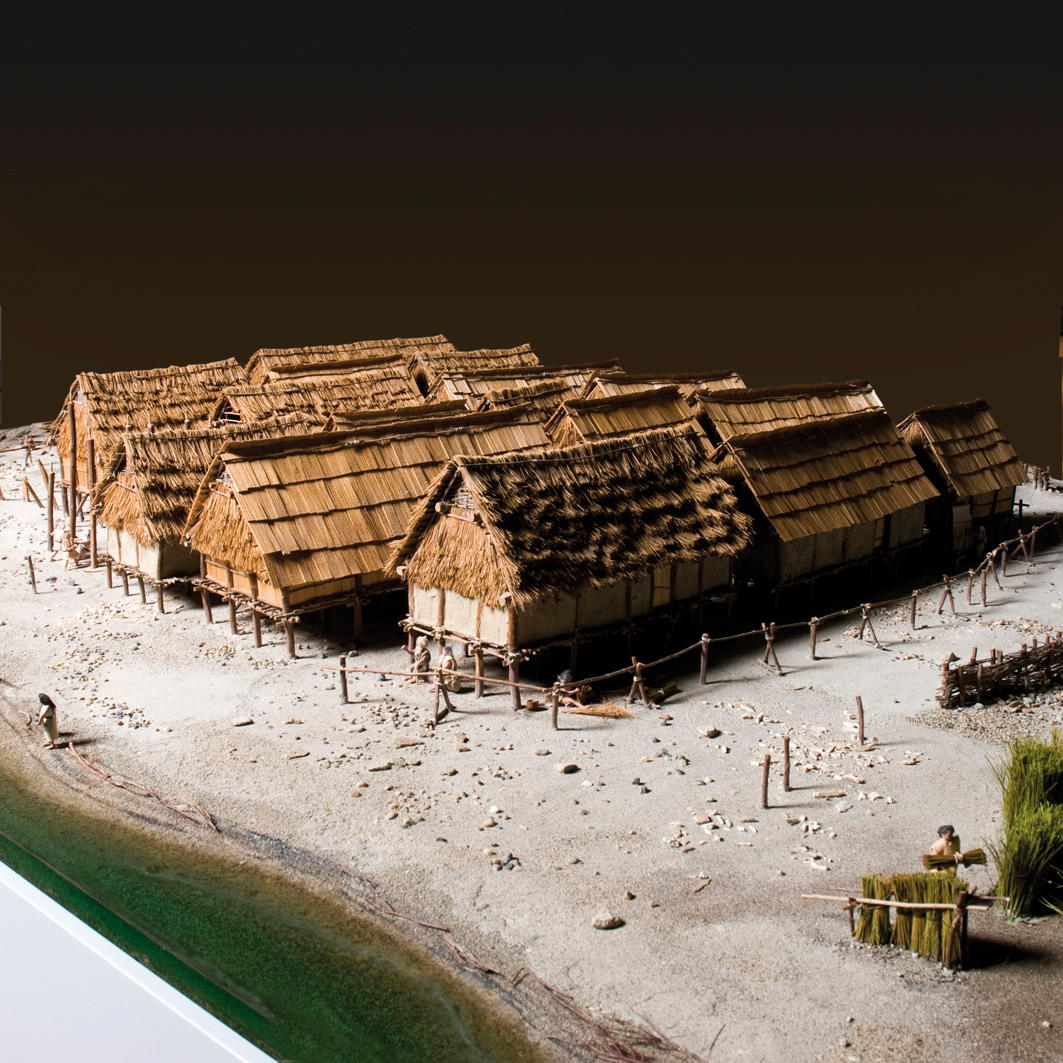
56 з 111 Доісторичні пальові поселення в Альпах